# Hohenwerfen vára
Hohenwerfen vára (németül: Burg Hohenwerfen) az ausztriai Werfen városa fölé magasodó, 155 méteres sziklákra épült erődítmény, mintegy 40 km-re délre Salzburg városától. Az Alpok Tennen hegyvonulatai adnak festői hátteret az erődnek, mely a Hohensalzburg testvér erődítménye. Gyönyörű példája a középkori várépítészetnek. Csakúgy, mint a salzburgi várat, ezt is a 11. században építették, az alatta futó Salzach-folyó, a Salzach völgye és a Lueg-hágó biztosítására.

## Története
Az erőd 1075 és 1078 között Gebhard salzburgi érsek megrendelésére a környék védelmére épült. Gebhard VII. Gergely pápa és Rudolf német ellenkirály szövetségese volt. A Salzburgi főegyházmegye kiterjedt birtokait három erődítménnyel – Hohenwerfen, Hohensalzburg és a karintiai Friesach feletti Petersberg vára – védte IV. Henrik erőinek támadásaitól. Gebhardot 1077-ben elűzték; 1086-ig nem térhetett vissza Salzburgba, ahol két évvel később bekövetkezett haláláig élt.
A következő évszázadokban Hohenwerfen a salzburgi herceg-püspököket szolgálta, nem csak katonai bázisként, hanem lakhelyként és vadász pihenőhelyként. Az erődöt a 12. században megerősítették, majd a 16. században ismét, a német parasztháború idején, amikor 1525–1526-ban fellázadt bányászok és földművesek megtámadták a várost, és porig égették a várat is. Mátyás salzburgi érsek rendelte meg az újjáépítését. Büntetésképpen a lázadókat is kötelezte az újjáépítési munkálatokban való részvételre. Itáliai vár- és erődítmény-építési ismereteket szerezve, azokat alkalmazva rendelte meg az erőd további megerősítését János Jakab salzburgi érsek 1563-ban. 1565-ben készült el a román stílusú kápolnája, melynek oltárát Konrad Schwarz építette később, 1650-ben. Ide egy, az 1480-as évekből származó Szűz Mária-szobor került. 1573-ban János Jakab salzburgi érsek kívánságára kezdték meg a nagy, központi vártorony felépítését. További bővítést kapott az erőd a harmincéves háború idején, 1608–1638 között. Ekkor készült el a lőportorony Paris salzburgi érsek ideje alatt, 1623-ban.
Miután Bajorország megtámadta Salzburgot a napóleoni háborúk idején, az összes ágyút a francia csapatok kapták meg. A háborúk után Salzburgot elérte a szekularizáció, felmerült a kérdés, hogy milyen formában működjön tovább az épület. Habsburg–Lotaringiai Ferenc József Károly osztrák főherceg megmentette a várat a lebontástól. 1824 és 1833 között került sor az erőd nagyobb renoválására.
1898-ban Habsburg–Tescheni Jenő főherceg tulajdonába került az erődítmény. 1931-ben egy része leégett. A helyreállítás után, 1938-ban a várat megvette a Reichsgau Salzburg, a náci Németország közigazgatási egysége. A II. világháború után az osztrák csendőrség kiképzőközpontja volt 1987-ig.
Az épület börtönként is szolgált az évszázadok folyamán sötét hírnevet szerezve. Falai között embertelen körülmények között tengették napjaikat a bebörtönzöttek. Időről időre nemcsak közemberek, hanem nemesi származású rabok is bekerültek a celláiba: III. Adalbert salzburgi érsek 14 napot tartózkodott itt, akit a saját hűbéresei tartóztattak le 1198-ban; Friesach-i Albert gróf (1253-ban); a stájer hollenburgi báró Siegmund von Dietrichstein, akit 1525-ben felkelő parasztok fogtak el; Wolf Dietrich salzburgi érsek 1611-ben, mielőtt átszállították volna Hohensalzburg várába.

## Idegenforgalom
Mára az erőd népszerű idegenforgalmi célponttá vált, kalandvárként üzemel, Salzburg környékének egyik legjelentősebb látnivalója. Számos attrakcióval várja a látogatókat: kiterjedt fegyvergyűjteménye, interaktív fegyverkiállítása (Fegyverbe! Erő, becsület, engedelmesség! címmel). Solymászmúzeuma van, naponta többször tartanak madarászbemutatót is, ahol sólymok, sasok, keselyűk, vörös kányák vadásztudományát figyelhetik meg az érdeklődők. Rendszeresen tartanak itt különböző rendezvényeket, fesztiválokat, mesedélutánokat, éjszakai túrákat, adventi vásárokat.
Német nyelvű idegenvezetést tartanak az erődben naponta több alkalommal, illetve audio guide kérhető több nyelven (angol, spanyol, olasz, finn, holland, cseh, orosz, holland, magyar), melynek segítségével a látogatók megismerkednek többek között az erődkápolna, a sötét lépcső, a bástya, a szurokfőző, a ciszterna, a függő torony, a fegyverraktár, a harangtorony és a hercegi szobák történetével.

## Filmek
- Hohenwerfen „Schloss Adlerként” jelent meg az 1968-ban készült film, a Kémek a Sasfészekben (eredeti címe: Where Eagles Dare) jeleneteiben. A felvonós jeleneteket az Ebensee-i Feuerkogel-Drahtseilbahn-nál forgatták, hiszen Hohenwerfen várának nincs felvonója.
- A Szakítópróba (eredeti címe: Just Married) című amerikai–német koprodukcióban készült filmben francia hotelként jelent meg a vár
- A 10. királyság (eredeti címe: The 10th Kingdom) amerikai-angol-német kalandfilm sorozatban szintén feltűnt a vár, börtönként (Snow White Memorial Prison).
- A varázsfuvola (The Magic Flute) 2022-ben készült német filmben a Mozart Nemzetközi Zeneakadémia (Mozart International School) külső felvételein jeleníti meg az iskola épületét.

## Galéria

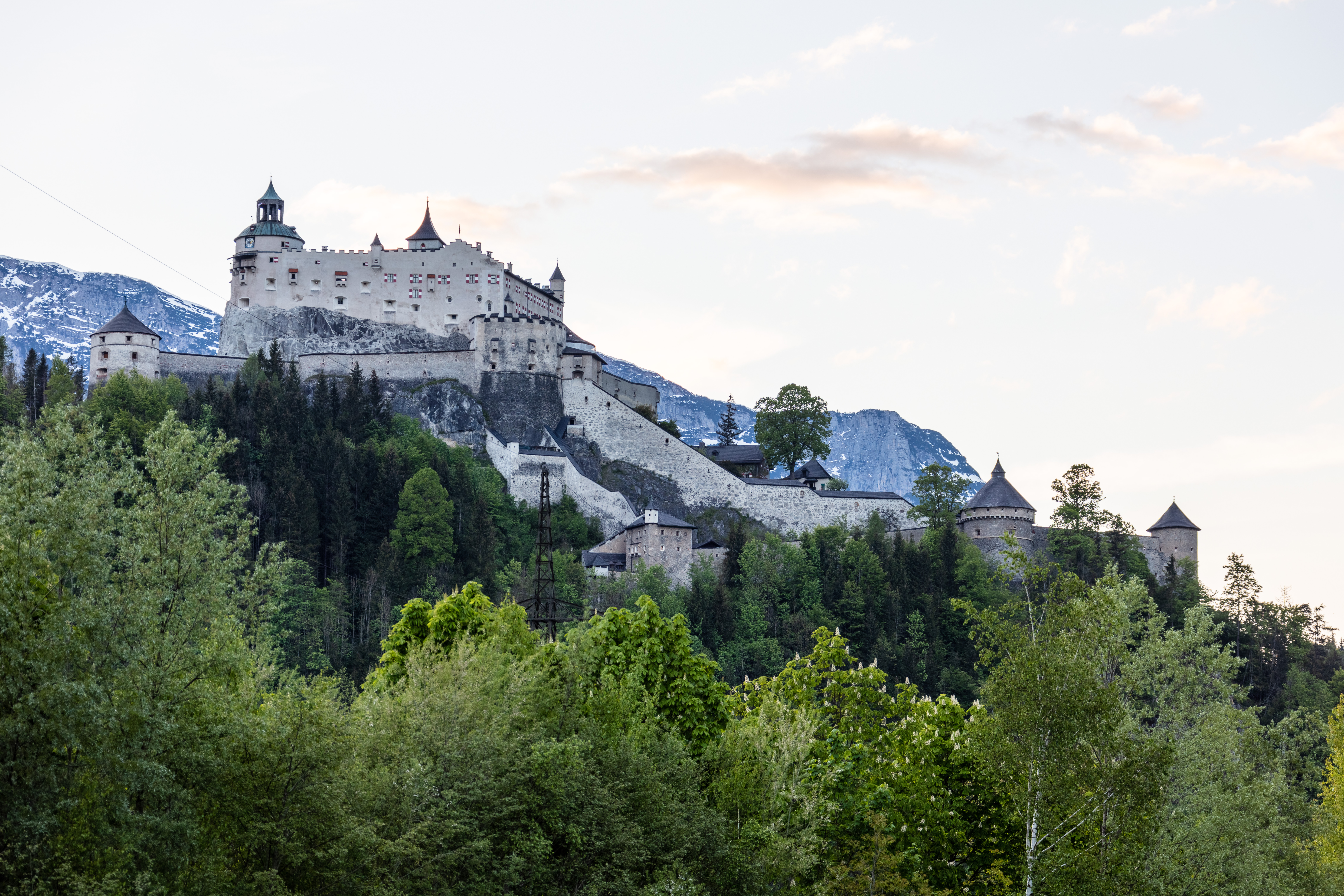
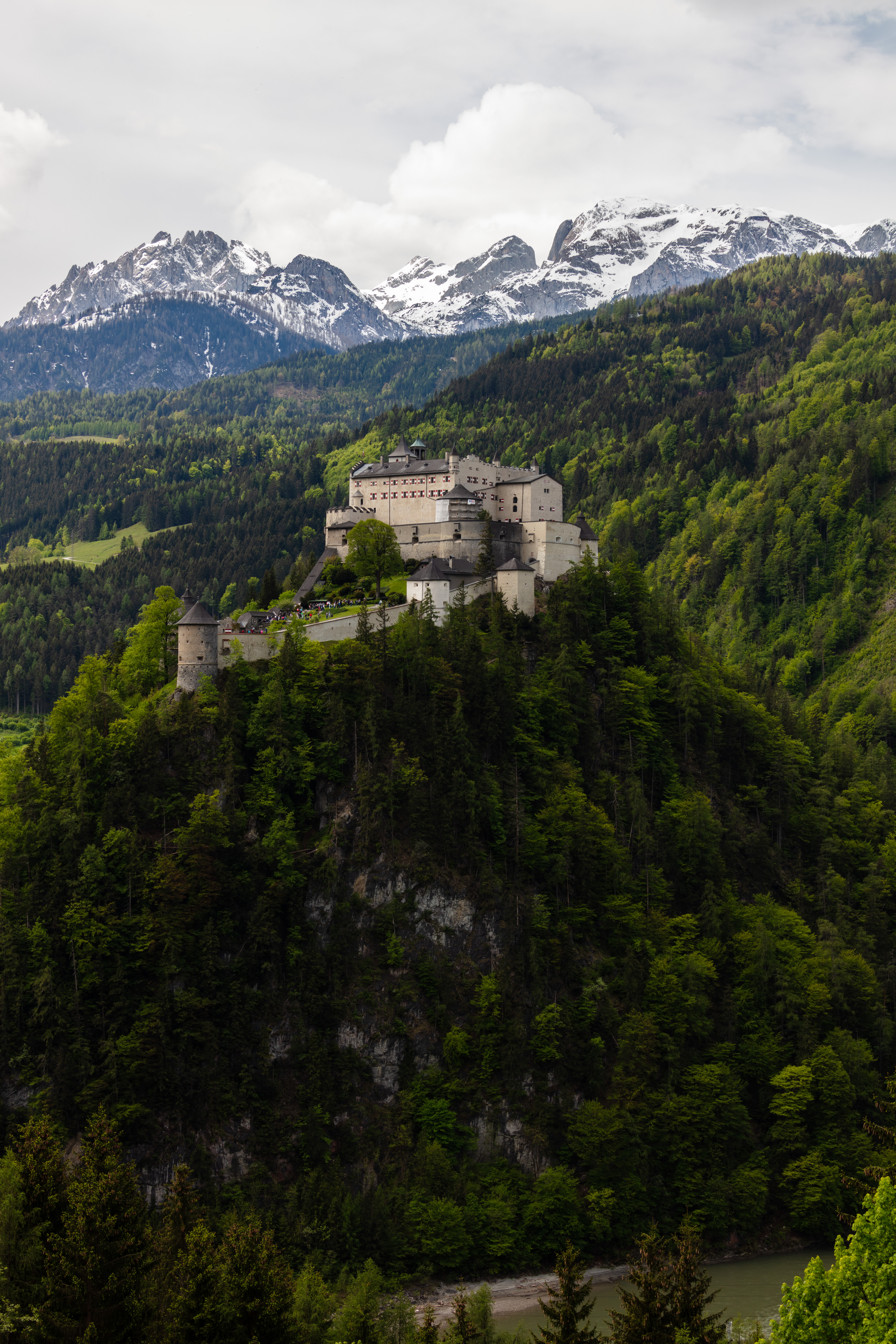
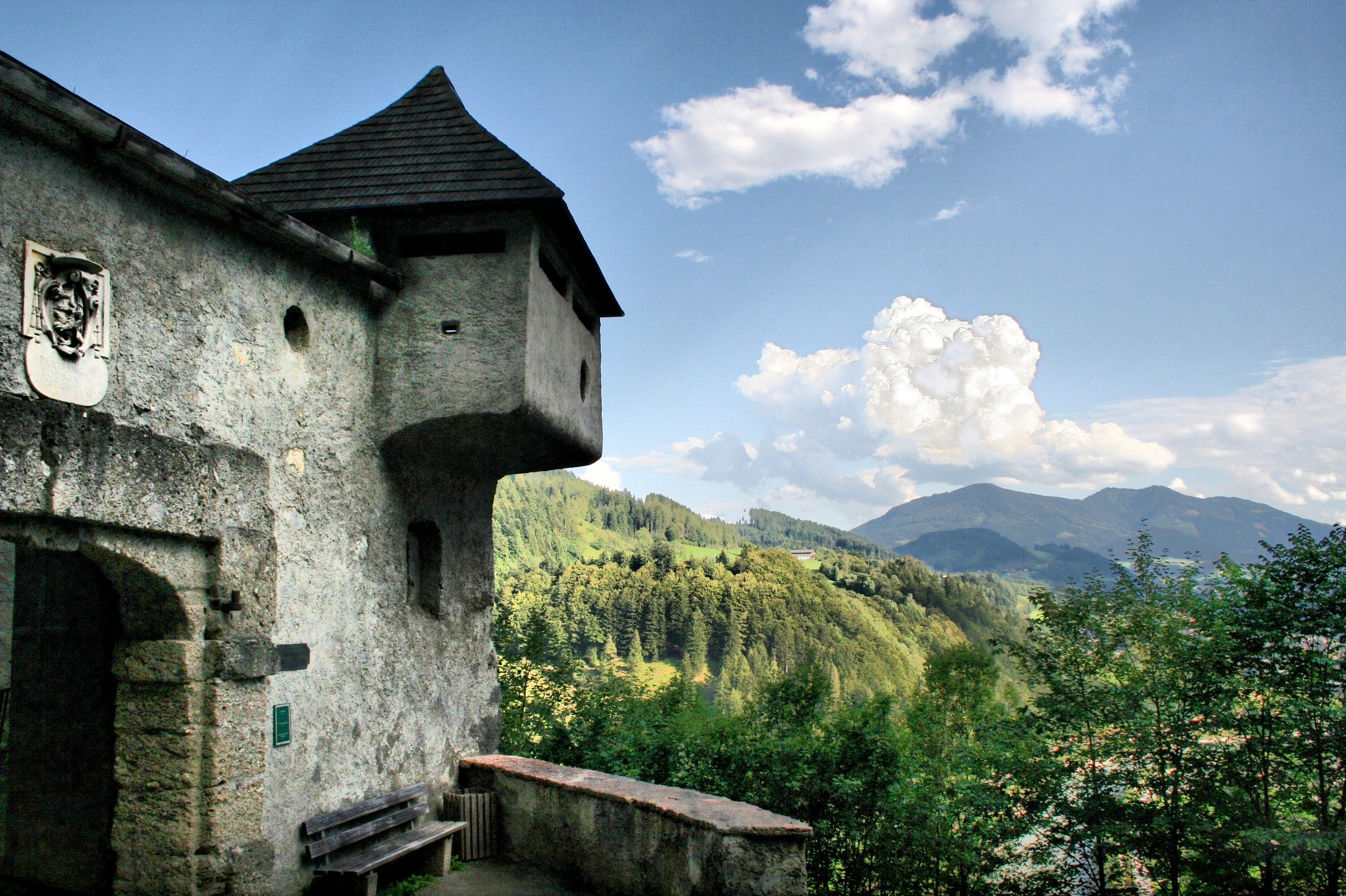
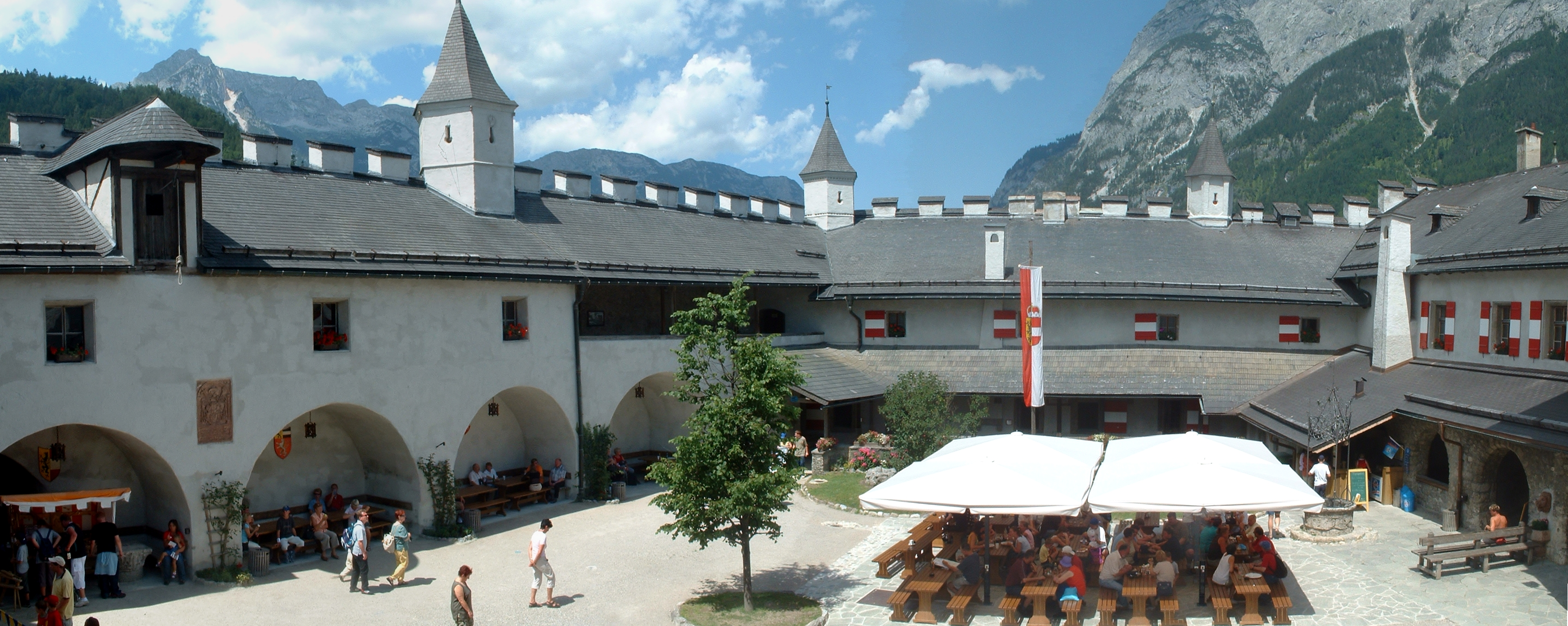
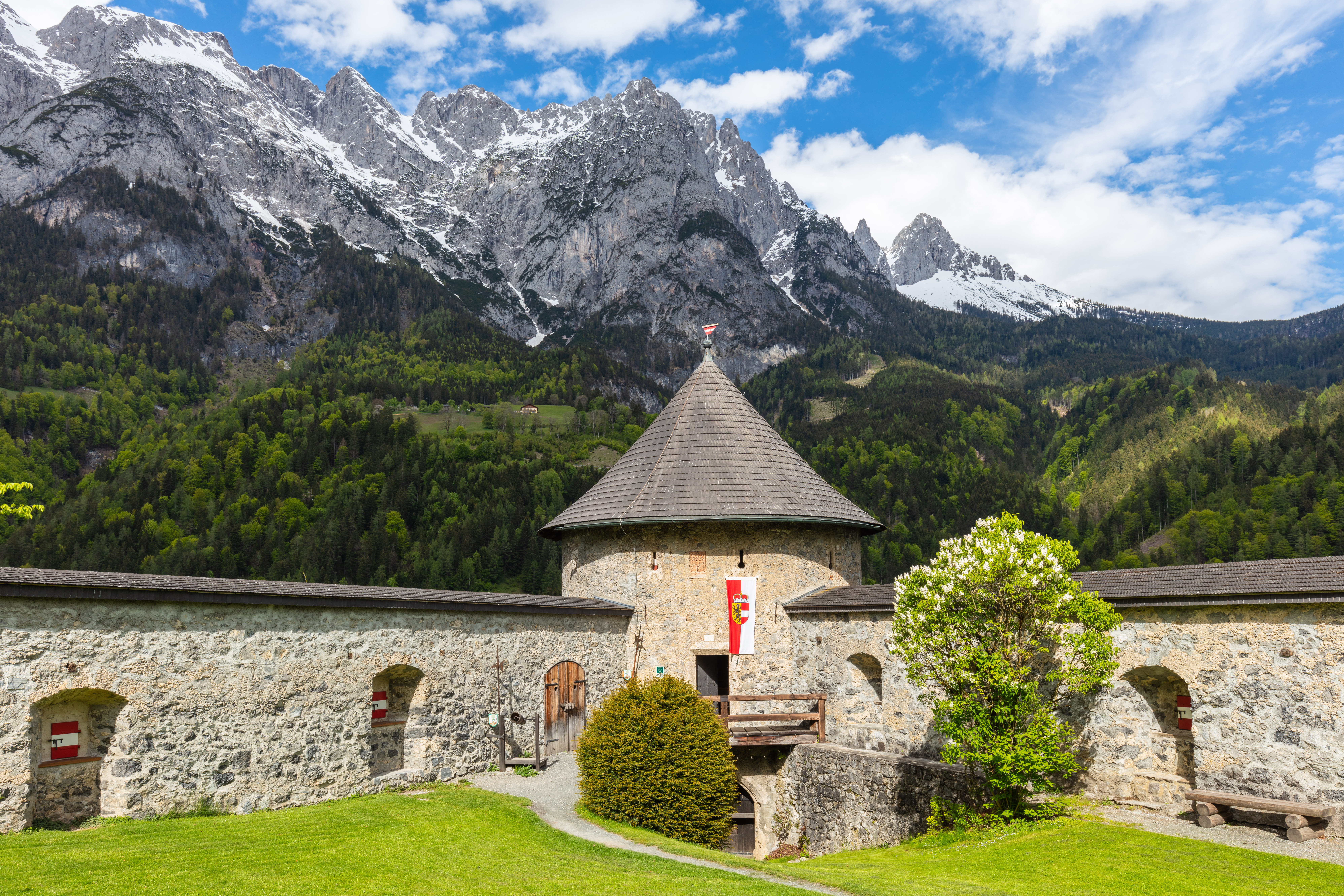
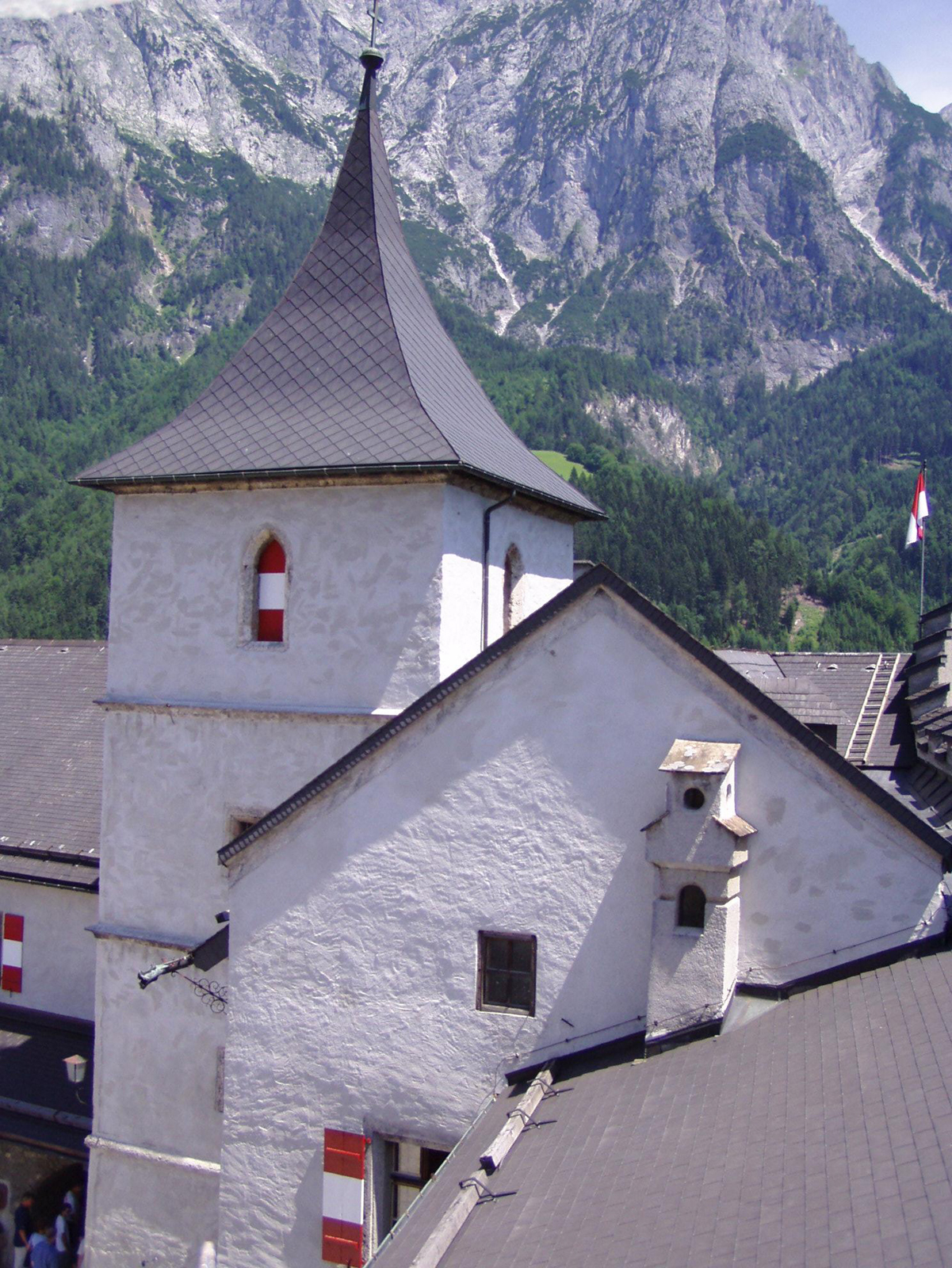

## Fordítás
- Ez a szócikk részben vagy egészben  a   Hohenwerfen Castle című angol Wikipédia-szócikk fordításán alapul.  Az eredeti cikk szerkesztőit annak laptörténete sorolja fel. Ez a jelzés csupán a megfogalmazás eredetét és a szerzői jogokat jelzi, nem szolgál a cikkben szereplő információk forrásmegjelöléseként.